# Salaga-Gebiet
Koordinaten: 9° 0′ N, 0° 40′ W

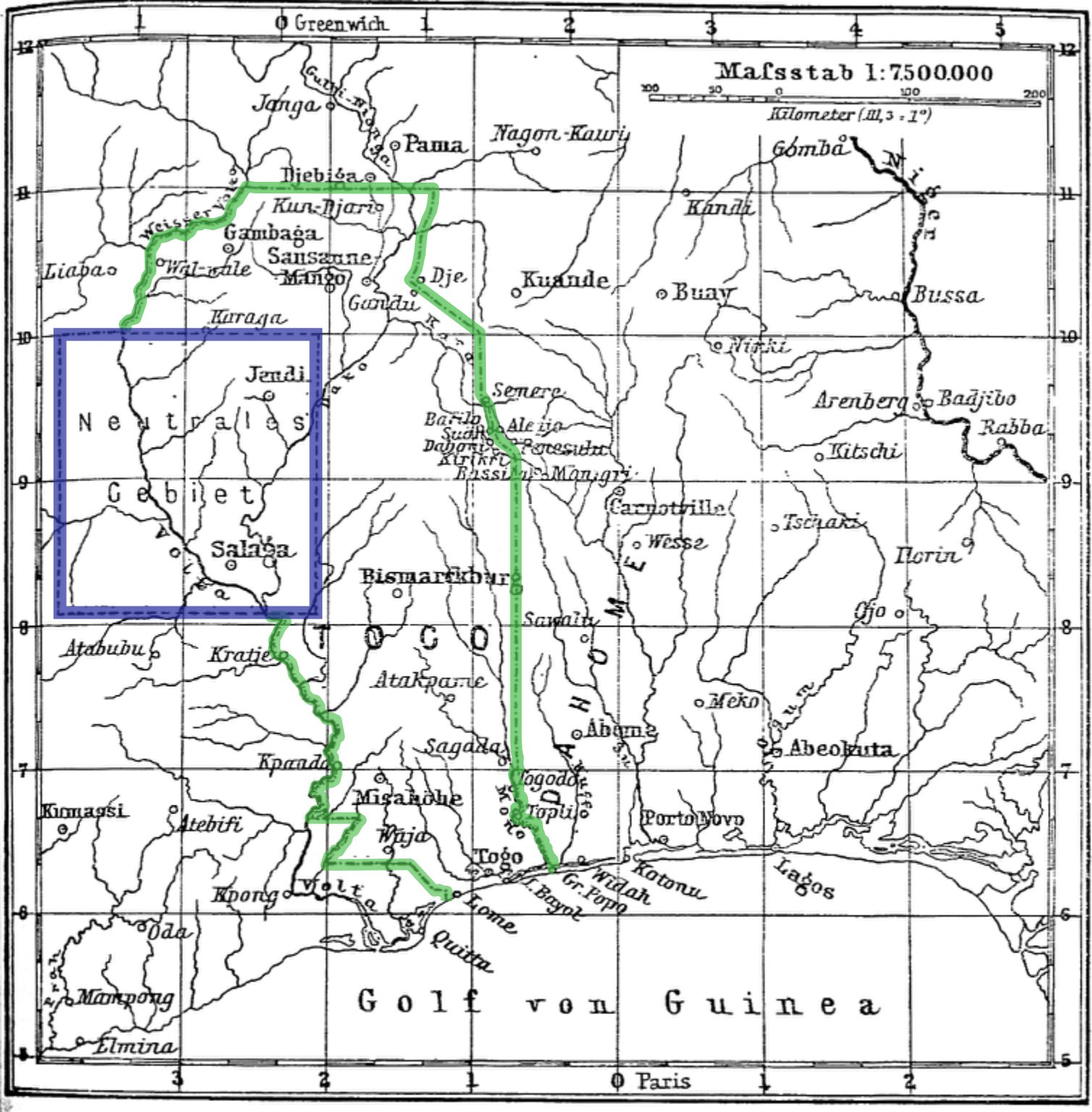
Die Grenzen Togos 1897 mit dem Salaga-Gebiet

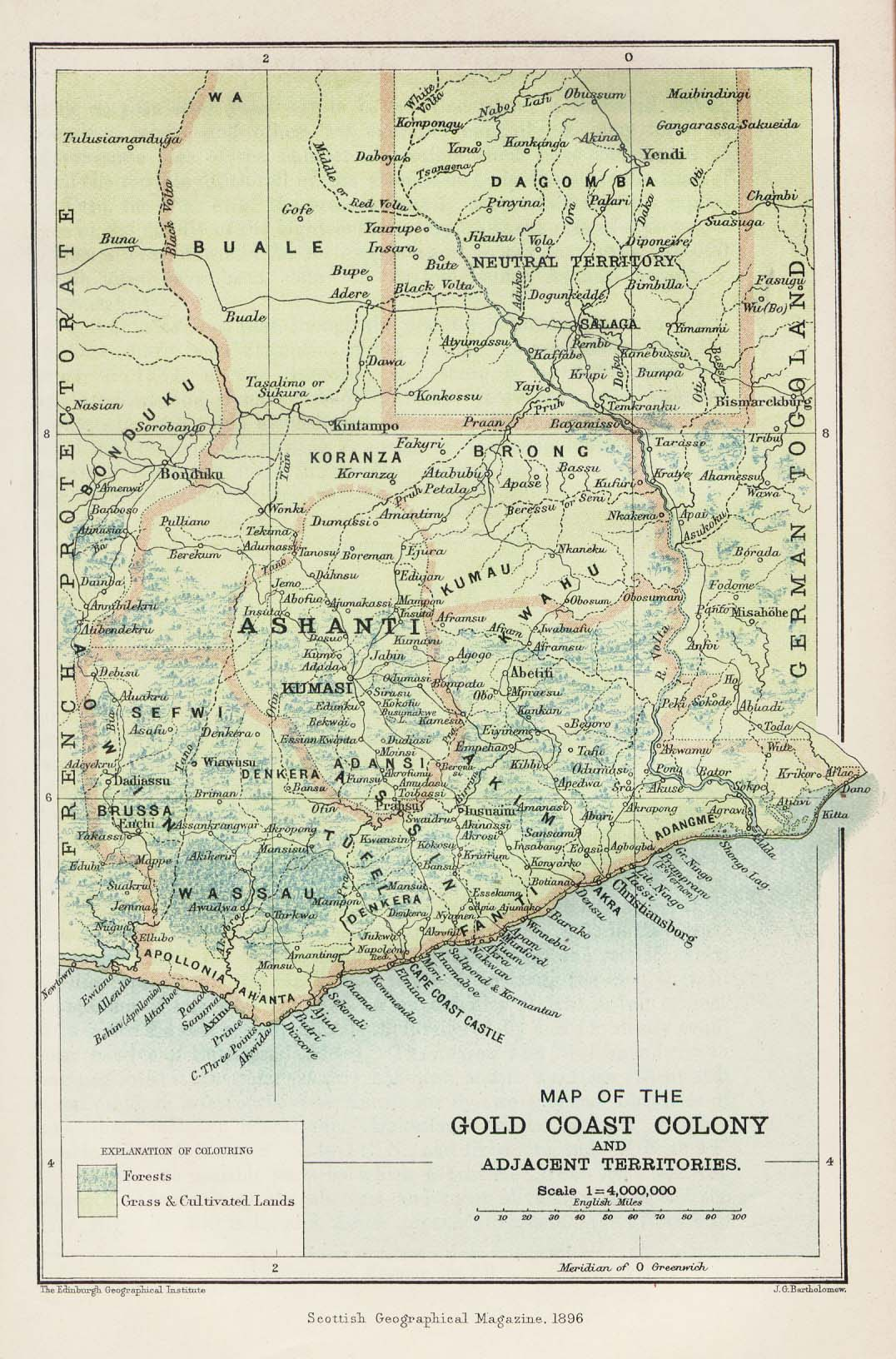
Das Salaga-Gebiet (hier als „Neutral Territory“ eingezeichnet) im Nordosten der Goldküste 1896

Salaga-Gebiet (auch Neutrale Zone) war die Bezeichnung für ein Ende des 19. Jahrhunderts zwischen den Kolonialmächten Deutschland und Großbritannien umstrittenes Gebiet um die Stadt Salaga im heutigen Nord-Ost-Ghana.

## Geographischer Raum
Das Salaga-Gebiet erstreckte sich in Nord-Süd-Richtung zwischen der Mündung des Dakaflusses in den Weißen Volta und dem 10. Breitengrad nördlicher Breite. Im Osten und Westen bildeten die Grenzen des Königreichs Dagomba die Außenbegrenzungen, so dass in etwa eine quadratförmige Fläche als neutrale Zone definiert wurde mit der Mündung des Trubong in den Schwarzen Volta als Westgrenze.

## Grund der Einrichtung
In Verbindung mit dem Helgoland-Sansibar-Vertrag diskutierten die Regierungen aus London und Berlin u. a. auch über einen möglichen Grenzverlauf zwischen deutschen und britischen Einflussgebieten in Westafrika, d. h. auch im Hinterland der Gold- und der Mina- (Togo-)küste. Man diskutierte zunächst eine Lösung, welche eine Grenzziehung vorsah, die große Teile des Mamprusi-Landes und des Königreichs Dagomba in die britische Einflusssphäre eingliedern würde, während die Gegenden östlich des niederen Volta um Ho, Kpandu und ein großer Teil des Peki-Gebietes dem deutschen Territorium zugesprochen werden würden. Es kam jedoch in dieser Frage keine vertragliche Einigung zustande.
Einer der Hauptgründe für das Nichtzustandekommen einer Übereinkunft bestand in der Notwendigkeit einer Teilung des umstrittenen Raumes nach ethnischen Gesichtspunkten, um zukünftiges Konfliktpotential zu vermeiden. Aber ein Grenzverlauf entlang des Weißen Volta, der ein solches weitgehend berücksichtigt hätte, schien den Briten inakzeptabel zu sein, ging es doch um den Besitz wichtiger Handelsplätze. Salaga und Jendi waren immerhin die Endpunkte wichtiger transsaharischer Karawanenrouten. Daneben hätte die von den Briten angestrebte Grenzziehung dazu geführt, dass die durchaus bedeutenden Staatswesen der Mamprussi und Dagomba geteilt würden und in beiden Fällen die Residenzen der wichtigsten einheimischen Autoritäten sowohl auf deutschem als auch auf britischen Einflussgebiet verteilt waren. Daneben hätte ein Teil der Mamprussi im Norden unter französischer Oberhoheit gestanden. Auch auf britischer Seite war man sich darüber klar, dass ein solcher Zustand langfristig ein gefährliches Konfliktpotential barg. So residierte beispielsweise der König der Mamprusi in Gambaga, das in diesem Fall zum britischen Interessenbereich gehörte, während ihre wichtigsten Häuptlinge in Sansanné-Mango residierten, das auf deutscher Seite lag, jedoch ein Großteil der Agrarproduktion der Mamprusi im Norden auf französischem Gebiet erfolgte. Natürlich sollte aus britischer Sicht eine Vereinigung der Mamprussi, da man den König auf seiner Seite hatte, möglichst unter britischer Oberhoheit stattfinden. Da jedoch keine Einigung zu erzielen war, einigte man sich zunächst auf die Einrichtung einer für beide Seiten verbindlichen neutralen Zone.

## Auflösung
Die „neutrale Zone“ wurde mit einem deutsch-britischen Abkommen vom 14. November 1898 aufgelöst, das in Kombination mit dem trinationalen Samoa-Vertrag 1899 ratifiziert wurde. Die neue Grenze entsprach weitgehend der zunächst als bedenklich eingestuften Variante einer Teilung der Königtümer Dagomba und Mamprusi. Die neue deutsch-britische Grenze verlief im Dagomba-Land zu großen Teilen entlang des Flusslaufs des Daka. Dabei wurde es den auf der deutschen Seite siedelnden Mamprusi freigestellt, zu ihren Verwandten auf britischer Seite umzusiedeln, während es auf der anderen Seite den Tschekossi auf britischer Seite freigestellt wurde, auf das deutsche Territorium überzusiedeln. Einzig bezüglich der Dagomba hatten die Verantwortlichen der europäischen Regierungen keinerlei Konzepte, zumal sich die Dagomba bislang jedweder europäischer Einflussnahme erfolgreich widersetzt hatten. In dieser Frage spielte vor allem die Tatsache eine Rolle, dass durch die Grenzziehung der Dagomba-König und seine wichtigsten Häuptlinge voneinander getrennt würden, daneben kamen hier aber auch erbitterte nationale Rivalitäten seitens der beiden europäischen Kolonialmächte zum Tragen, denn immerhin lagen im Dagomba-Land mit Salaga und Jendi die südlichen Endpunkte wichtiger transsaharischer Karawanenrouten, was einer herrschenden europäischen Macht die militärische Kontrolle und hierdurch die Möglichkeit zu einer Steuererhebung eröffnete.
Durch die 1919 endgültig erfolgte Aufteilung der ehemaligen deutschen Kolonie Togo zwischen Frankreich und Großbritannien wiederum gelangte das gesamte ursprüngliche Salagagebiet unter britische Herrschaft und wurde damit letztlich 1957 Teil des unabhängig gewordenen Staates Ghana.